# لوسي هوكينغ
كاثرين لوسي هوكينغ (بالإنجليزية:  Catherine Lucy Hawking)‏ هي صحفية وروائية إنجليزية بريطانية ولدت في يوم 2 نوفمبر 1970 في إنجلترا، هي ابنة عالم الفيزياء الشهير ستيفن هوكينغ من زوجته السابقة جين وايلد هوكينغ. تسكن لوسي في لندن واشتهرت برواياتها وخاصة المتعلقة بالأطفال.

## النشأة والحياة الأسرية
ولدت لوسي في بريطانيا ولها أخوان هما روبرت وتيموثي هوكينغ. تربت لوسي في مدينة كامربيج بعد أن أمضت عدة سنوات من طفولتها في باسادينا. بعد بلوغها، قامت لوسي برعاية والدها المريض بالتصلب الجانبي الضموري.

تزوجت هوكنغ من أليكس ماكنزي سميث في سنة 1998 لكنها تطلقت في 2004 ولديها ولد واحد، تهتم هوكنغ بدعم الأطفال المصابين بمرض التوحد نظراً لإصابة ابنها بالمرض نفسه.

## الدراسة والعمل
تخرجت لوسي من جامعة أوكسفورد بأدب اللغة الفرنسية واللغة الروسية، ثم قررت العمل كصحفية، حيث عملت صحفية في مجلة نيويورك تايمز ونشرت مقالات في صحف ديلي ميل وديلي تلغراف وذي تايمز والغارديان ولندن إيفينينغ ستاندارد، كما أنها نشرت روايتين لها الأولى باسم متعب Jaded في 2004 والثانية باسم إركض من أجل حياتك Run for Your Life في 2005.

في 2007 نشرت قصة قصيرة بعنوان مفتاح جورج السري للكون (بالإنجليزية: George’s Secret Key to the Universe)‏، والتي تتكلم عن جورج، الطفل الذي يعثر في جهاز الحاسوب على زلة ترسله إلى النظام الشمسي، كما كتبت مع والدها ستيفن هوكنغ وطالبه السابق كريستوف غالفورد قصة مفتاح جورج السري وقد ترجمت هذه القصة إلى 38 لغة مختلفة وتم نشرها في 53 بلد. وفي 2009 نشرت قصة البحث عى كنوز جورج الكونية والتي يقوم ثالث أبناء جورج بالبحث عنها. في 2011 نشرت قصة جورج والانفجار العظيم وألتي تدور حول الإنفجار العظيم.

## الجوائز والتقدير
في 2008 إختارتها وكالة ناسا ضمن سلسلة المحاضرات التي نُظمت بمناسبة عيد ميلاد ناسا الخمسين، حيث تكلمن عن الأطفال وطريقة التعليم، وكانت تتضمن قصص جورج في الفضاء والتي كانت تشرحها للأطفال لكي يسهل للأطفال فهم الكون وتشجيعهم وتحفيزهم للعلم منذ الصغر.
فازت هوكنغ بجائزة سابيو العلمية، والتي استلمتها من نائب الرئيس الإيطالي في روما في إيطاليا تقديراً لجهودها في نشر العلم حول العالم.

## روابط خارجية
- لوسي هوكينغ على موقع ميوزك برينز (الإنجليزية)